# Enveitg
Enveitg (în catalană Enveig) este o comună în departamentul Pyrénées-Orientales din sudul Franței. În 2009 avea o populație de 666 de locuitori.

## Evoluția populației
| An        | 1975 | 1982 | 1990 | 1999 | 2006 | 2009 |
| --------- | ---- | ---- | ---- | ---- | ---- | ---- |
| Populație | 518  | 553  | 545  | 621  | 623  | 666  |